# Hlinaia (rejon Slobozia)
Hlinaia (ros. Глиное, ukr. Глинне) – wieś w Mołdawii, faktycznie na terenie nieuznawanego międzynarodowo Naddniestrza, w rejonie Slobozia. 

## Położenie
Hlinaia położona jest 14 km od Slobozii, w kierunku południowo-wschodnim.

## Historia i opis
Pierwsza wzmianka o wsi pochodzi z 1859. 
W okresie radzieckim we wsi działały 4 kołchozy, szkoła średnia, klub z salą kinową, biblioteka, poczta, szpital. We wsi znajduje się mogiła żołnierzy radzieckich z pomnikiem oraz pomnik w postaci pierwszego traktora kołchozu "Zaria komunizma".
Między wsiami Hlinaia i Cioburciu w latach 1896-1911 odkryto pochówki scytyjskie, w tym jeden pochówek wodza plemienia, badane ponownie podczas ekspedycji archeologicznych w latach 60. XX wieku oraz w latach 1995-2004.
We wsi znajduje się cerkiew św. Jana Teologa, funkcjonująca w ramach dekanatu słobodziejskiego eparchii tyraspolskiej i dubosarskiej Mołdawskiego Kościoła Prawosławnego.

## Demografia
Według danych spisu powszechnego w Naddniestrzu w 2004 wieś zamieszkiwało 5251 osób, z czego:
- 2494 Mołdawian,
- 1448 Ukraińców,
- 1186 Rosjan,
- 34 Niemców,
- 25 Białorusinów,
- 22 Bułgarów,
- 18 Gagauzów,
- 24 osoby innych narodowości[4].